# ブルーノ・ホルテラーノ
ブルーノ・ホルテラーノ（Bruno Dominix Hortelano Roig、1991年9月18日 ‐ ）は、スペインの陸上競技選手。オーストラリアのニューサウスウェールズ州ウロンゴン出身。専門は短距離走。100mと200mのスペイン記録保持者（10秒06と20秒12）。

## 経歴
科学者であるスペイン人の両親の下、オーストラリアのニューサウスウェールズ州ウロンゴンに生まれた。両親はスペインで生まれ育ったが、仕事の関係でオーストラリア、そしてカナダに移り住んだ。オンタリオ州バーリントンで育ったホルテラーノは8歳の時に陸上競技やアメリカンフットボールを始めた。
2009年、カナダにあるアサンプションカトリック高校 (Assumption Catholic School) を卒業。高校在籍中には2009年のOFSAA (Ontario Federation of School Athletic Associations) 選手権男子100mで4位に入るなど活躍。また、アメリカンフットボールにも取り組んでいたホルテラーノは2007年にチーム最優秀守備選手賞を受賞した。
2013年8月、シニア世界大会デビューとなったモスクワ世界選手権では男子200mと男子4×100mリレーに出場。男子200mは予選をスペイン新記録の20秒47（0.0）で通過して準決勝まで進出した。3走を務めた男子4×100mリレーでは予選で38秒46のスペイン新記録樹立に貢献したが、決勝進出には0秒05届かなかった。
2014年、コーネル大学を卒業。大学在籍中には世界選手権などの国際大会を経験した。国内大会ではアイビー・リーグ選手権 (Ivy League Outdoor Track & Field Championships) の男子100m・200m・400m・4×100mリレーで優勝を経験したほか、全米学生室内選手権 (NCAA Division I Indoor Track & Field Championships) 男子200mで7位に入るなどの実績を残した。
2016年6月23日、ミーティング・マドリード (Meeting de Atletismo Madrid) 男子100mで10秒08（+1.4）、10秒06（+1.0）と2レース連続でスペイン新記録を樹立。アンヘル・ダビド・ロドリゲスの持つスペイン記録（10秒14）を8年ぶりに更新し、スペイン人初の10秒0台に突入した。
2016年7月、8日のアムステルダム・ヨーロッパ選手権男子200m準決勝を20秒39（-1.1）のスペイン新記録で通過すると、決勝では20秒45（-0.9）とタイムを落としたもののチュランディ・マルティナ（20秒37）に次いで2位に入った。その後、マルティナはレーン侵害で失格となり、ホルテラーノが1位に繰り上がった。これはスペインがヨーロッパ選手権のショートスプリント種目（100m・200m）で獲得した初のメダルであり、スプリント種目（ハードルは除く）で獲得した初の金メダルでもあった。2週間後のロンドンアニバーサリーゲームズ男子200mでは自身の持つスペイン記録を20秒18（-0.3）に短縮した。
2016年8月、オリンピックデビューとなったリオデジャネイロオリンピックでは、16日の男子200m予選を20秒12（-0.2）のスペイン新記録で通過。翌日の準決勝でもスペイン記録に迫る20秒16（-0.2）をマークしたが、決勝進出には0秒06届かなかった。
2016年9月5日、いとこの運転する車でマドリード郊外の高速道路を走行中だった午前7時頃、居眠り運転（アルコールも検出）をしていたいとこの車はトラックに衝突。助手席に座っていたホルテラーノは右手に深刻な怪我を負った。
2017年、事故の影響でシーズンを棒に振ったが、11月には久しぶりに（リオデジャネイロオリンピック以来）スパイクを履いて室内300mをテストで走り、33秒2をマークした。

## 自己ベスト
記録欄の（　）内の数字は風速（m/s）で、+は追い風、-は向かい風を意味する。
| 種目 | 記録          | 年月日        | 場所             | 備考               |
| 屋外 | 屋外          | 屋外          | 屋外             | 屋外               |
| ---- | ------------- | ------------- | ---------------- | ------------------ |
| 100m | 10秒06 (+1.0) | 2016年6月23日 | マドリード       | スペイン記録       |
| 200m | 20秒12 (-0.2) | 2016年8月16日 | リオデジャネイロ | スペイン記録       |
| 400m | 46秒22        | 2015年5月11日 | スワースモア     |                    |
| 室内 |               |               |                  |                    |
| 60m  | 6秒63         | 2016年3月18日 | ポートランド     |                    |
| 200m | 20秒75        | 2014年3月14日 | アルバカーキ     | 室内スペイン記録   |
| 300m | 33秒46        | 2013年12月7日 | イサカ           | 元室内スペイン記録 |
| 400m | 47秒04        | 2014年3月1日  | ハノーバー       |                    |

## 主要大会成績
- 備考欄の記録は当時のもの

| 年   | 大会                      | 場所             | 種目    | 結果   | 記録            | 備考                              |
| ---- | ------------------------- | ---------------- | ------- | ------ | --------------- | --------------------------------- |
| 2010 | 世界ジュニア選手権        | モンクトン       | 200m    | 準決勝 | DNS             | 予選21秒51 (+0.3)                 |
| 2011 | ヨーロッパU23選手権 (en)  | オストラヴァ     | 100m    | 予選   | 10秒74 (-0.9)   |                                   |
| 2012 | ヨーロッパ選手権          | ヘルシンキ       | 200m    | 準決勝 | 21秒35 (-1.7)   |                                   |
| 2012 | ヨーロッパ選手権          | ヘルシンキ       | 4x100mR | 予選   | 39秒81 (2走)    |                                   |
| 2013 | ヨーロッパU23選手権 (en)  | タンペレ         | 200m    | 5位    | 20秒70 (-0.3)   |                                   |
| 2013 | ヨーロッパU23選手権 (en)  | タンペレ         | 4x100mR | 3位    | 38秒87 (3走)    | U23スペイン記録                   |
| 2013 | ヨーロッパU23選手権 (en)  | タンペレ         | 4x400mR | 5位    | 3分05秒28 (4走) | U23スペイン記録                   |
| 2013 | 世界選手権                | モスクワ         | 200m    | 準決勝 | 20秒55 (0.0)    | 予選20秒47 (0.0)：スペイン記録    |
| 2013 | 世界選手権                | モスクワ         | 4x100mR | 予選   | 38秒46 (3走)    | スペイン記録                      |
| 2016 | 世界室内選手権            | ポートランド     | 60m     | 準決勝 | 6秒63           | 自己ベスト                        |
| 2016 | イベロアメリカ選手権 (en) | リオデジャネイロ | 200m    | 2位    | 20秒48 (+0.3)   |                                   |
| 2016 | イベロアメリカ選手権 (en) | リオデジャネイロ | 4x100mR | 4位    | 39秒28 (2走)    |                                   |
| 2016 | ヨーロッパ選手権          | アムステルダム   | 100m    | 4位    | 10秒12 (0.0)    |                                   |
| 2016 | ヨーロッパ選手権          | アムステルダム   | 200m    | 優勝   | 20秒45 (-0.9)   | 準決勝20秒39 (-1.1)：スペイン記録 |
| 2016 | オリンピック              | リオデジャネイロ | 200m    | 準決勝 | 20秒16 (-0.2)   | 予選20秒12 (-0.2)：スペイン記録   |